# 蓬特雷莫利
蓬特雷莫利（義大利語：Pontremoli），是意大利托斯卡纳大区马萨-卡拉拉省的一个市镇。总面积182.6平方公里，人口7823人，人口密度42.8人/平方公里（2009年）。ISTAT代码为045014。